# 程胜
程胜（?—?），字仲奇，字六无，休宁人。明末畫家，善畫蕉、蘭，無人能出其右。传世作品不多。